# Pitthea continua
Pitthea continua är en fjärilsart som beskrevs av Walker 1854. Pitthea continua ingår i släktet Pitthea och familjen mätare. Inga underarter finns listade i Catalogue of Life.